# Arnsberg (Hämmern)
Arnsberg ist eine Ortschaft im Ortsteil Hämmern der Stadt Wipperfürth im Oberbergischen Kreis im Regierungsbezirk Köln in Nordrhein-Westfalen (Deutschland). Neben diesem Arnsberg gibt es in Wipperfürth auch noch die gleichnamige Ortschaft Arnsberg im Ortsteil Wipperfeld.

## Lage und Beschreibung
Arnsberg liegt etwa 1,5 km westlich von Hämmern und rund 4,5 km westnordwestlich des Stadtzentrums von Wipperfürth in einer Höhenlage von 327 m ü. NN. Nachbarorte sind Elbertzhagen, Jostberg, Isenburg und die Hückeswagener Ortschaft Vogelsholl. 
Politisch wird der Ort durch den Direktkandidaten des Wahlbezirks 17.1 (171) Hämmern im Rat der Stadt Wipperfürth vertreten.

## Geschichte
1484 wird der Ort erstmals unter der Bezeichnung Arnsberg in Hückeswagener Kirchenrechnungen jener Zeit genannt. Die Karte Topographia Ducatus Montani aus dem Jahre 1715 zeigt einen Hof und bezeichnet diesen mit Ansberg. Die Topographische Aufnahme der Rheinlande von 1824 zeigt auf umgrenztem Hofraum zwei getrennt voneinander liegende Grundrisse und bezeichnet diese mit Arnsberg In der Preußischen Uraufnahme von 1844 heißt der Ort Arensberg.  Ab der topografischen Karte von 1893 bis 1895 wird die Ortsbezeichnung Arnsberg verwendet.

## Wandern
Die SGV ausgeschilderten Rundwanderwege A1, A3, A4 und ein mit dem Wegzeichen „Waagrechter Balken“ ausgestatteter Wanderweg führen westlich an der Ortschaft vorbei. 